# Maximiliano Silvera
Maximiliano Joaquín Silvera Cabo (Pando, 5 settembre 1997) è un calciatore uruguaiano, attaccante del Peñarol.

## Carriera
Cresciuto nel settore giovanile del Cerrito, ha esordito in prima squadra il 21 marzo 2015 disputando l'incontro di Segunda División perso 2-4 contro il Villa Española; nel 2021 ha esordito in massima serie, segnando 21 reti in 30 presenze. Il 24 gennaio 2022 viene girato in prestito ai messicani del Juárez.

## Statistiche

### Presenze e reti nei club
Statistiche aggiornate al 24 maggio 2025.
| Stagione        | Squadra         | Campionato      | Campionato | Campionato | Coppe nazionali | Coppe nazionali | Coppe nazionali | Coppe continentali | Coppe continentali | Coppe continentali | Altre coppe | Altre coppe | Altre coppe | Totale | Totale |
| Stagione        | Squadra         | Comp            | Pres       | Reti       | Comp            | Pres            | Reti            | Comp               | Pres               | Reti               | Comp        | Pres        | Reti        | Pres   | Reti   |
| --------------- | --------------- | --------------- | ---------- | ---------- | --------------- | --------------- | --------------- | ------------------ | ------------------ | ------------------ | ----------- | ----------- | ----------- | ------ | ------ |
| 2014-2015       | Cerrito         | SD              | 2          | 0          | -               | -               | -               | -                  | -                  | -                  | -           | -           | -           | 2      | 0      |
| 2015-2016       | Cerrito         | SD              | 17         | 4          | -               | -               | -               | -                  | -                  | -                  | -           | -           | -           | 17     | 4      |
| 2016            | Cerrito         | SD              | 12         | 0          | -               | -               | -               | -                  | -                  | -                  | -           | -           | -           | 12     | 0      |
| 2017            | Cerrito         | SD              | 32         | 7          | -               | -               | -               | -                  | -                  | -                  | -           | -           | -           | 32     | 7      |
| 2018            | Cerrito         | SD              | 25         | 9          | -               | -               | -               | -                  | -                  | -                  | -           | -           | -           | 25     | 9      |
| 2019            | Cerrito         | SD              | 18         | 5          | -               | -               | -               | -                  | -                  | -                  | -           | -           | -           | 18     | 5      |
| 2020            | Cerrito         | SD              | 20         | 11         | -               | -               | -               | -                  | -                  | -                  | -           | -           | -           | 20     | 11     |
| 2021            | Cerrito         | PD              | 30         | 21         | -               | -               | -               | -                  | -                  | -                  | -           | -           | -           | 30     | 21     |
| Totale Cerrito  | Totale Cerrito  | Totale Cerrito  | 156        | 57         |                 | -               | -               |                    | -                  | -                  |             | -           | -           | 156    | 57     |
| gen.-giu. 2022  | Juárez          | LMX             | 14         | 0          | -               | -               | -               | -                  | -                  | -                  | -           | -           | -           | 14     | 0      |
| 2022-gen. 2023  | Juárez          | LMX             | 10         | 0          | -               | -               | -               | -                  | -                  | -                  | -           | -           | -           | 10     | 0      |
| Totale Juárez   | Totale Juárez   | Totale Juárez   | 24         | 0          |                 | -               | -               |                    | -                  | -                  |             | -           | -           | 24     | 0      |
| gen.-giu. 2023  | Necaxa          | LMX             | 12         | 1          | -               | -               | -               | -                  | -                  | -                  | -           | -           | -           | 12     | 1      |
| ago. 2023       | Necaxa          | LMX             | 3          | 0          | -               | -               | -               | -                  | -                  | -                  | LC          | 2           | 0           | 5      | 0      |
| Totale Necaxa   | Totale Necaxa   | Totale Necaxa   | 15         | 1          |                 | -               | -               |                    | -                  | -                  |             | 2           | 0           | 17     | 1      |
| 2023            | Santos          | A               | 12         | 1          | CB              | 0               | 0               | -                  | -                  | -                  | -           | -           | -           | 12     | 1      |
| 2024            | Peñarol         | PD              | 32         | 9          | CU              | 2               | 0               | CL                 | 12                 | 6                  | -           | -           | -           | 46     | 15     |
| 2025            | Peñarol         | PD              | 13         | 4          | CU              | 0               | 0               | CL                 | 5                  | 2                  | SU          | 1           | 0           | 19     | 6      |
| Totale Peñarol  | Totale Peñarol  | Totale Peñarol  | 45         | 13         |                 | 2               | 0               |                    | 17                 | 8                  |             | 1           | 0           | 65     | 21     |
| Totale carriera | Totale carriera | Totale carriera | 252        | 72         |                 | 2               | 0               |                    | 17                 | 8                  |             | 3           | 0           | 274    | 80     |

## Palmarès

### Club

#### Competizioni nazionali
- Segunda División Profesional de Uruguay: 1

Cerrito: 2020
- Campionato uruguaiano: 1

Peñarol: 2024